# Ottoschacht

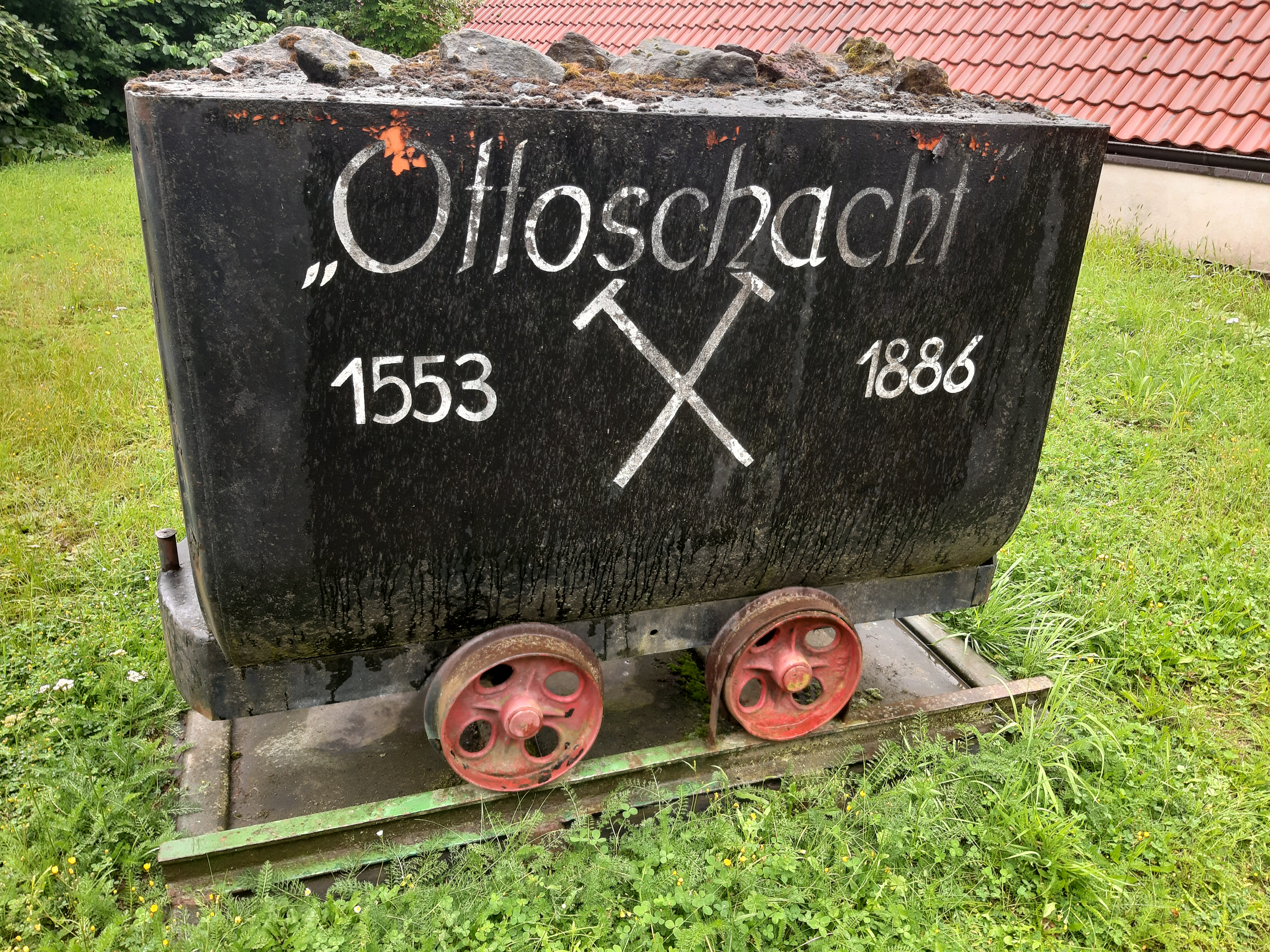
Ottoschacht Lore

Der Ottoschacht war ein kleines Wealdenkohle-Bergwerk in der Nähe des Klosters Oesede bei Georgsmarienhütte in Niedersachsen.

## Geschichte

### Die Anfänge um 1553 bis 1867 (Tagebau)
Der Abbau der Wealdenkohle fand in geringen Teufen am Ausbiss der Flöze statt. Ab 1722 wurde der Bergbau unter fiskalische Leitung gestellt und die bisherige Kohlengräberei mit Hilfe von verschiedenen Sachverständigen in einen geregelten Abbau überführt. Durch den Bau einer Saline in Bad Rothenfelde und einer Glashütte in Bohmte waren Abnehmer für die Steinkohle vorhanden. Später hatte der Georgs-Marien-Bergwerks- und Hüttenverein Interesse an der Kohle aus dem nahegelegenen Schacht. Mit der Erschöpfung der Vorräte – abgebaut wurden etwa 0,5 Mio. Tonnen Kohle – erfolgte der Übergang in den Tiefbau. Weitere Bergwerke in dem Steinkohlerevier waren der östlich von Oesede liegende Oeseder Tiefbauschacht, der Glückaufschacht in Oesede, der Georgsschacht in Wellendorf, der Karlsstollen am Limberg, der Kronprinzenschacht am Strubberg in Borgloh und die Zeche Hilterberg in Hankenberge.

### 1867 bis 1889 (Tiefbau)
Im Jahr 1858 begannen die Arbeiten an den Tiefbauanlagen Georgschacht, Oesede Tiefbau- und Ottoschacht. Als 1866 der vom Tiefbauschacht Oesede ausgehende Stollen Kloster Oesede erreicht hatte, wurden die Anlagen vom Preußischen Staat übernommen. Im März 1868 begann man mit dem Abteufen des Ottoschachtes. Seit 1887 gab es eine Förder- und Wetterverbindung zum Georgschacht. Die gesamte Förderung wurde dem Georgs-Marien-Bergwerks- und Hüttenverein zugeführt. Parallel dazu waren der Fiskus und der Georgs-Marien-Bergwerks- und Hüttenverein daran interessiert, die Kohlen preiswerter transportieren und besser absetzen zu können. Die Hütte bezog von hier einen Großteil ihrer Kohlen. Ein Vertragsabschluss über die Abnahme von Kohlen mit dem Osnabrücker Stahlwerk scheiterte an dem Umstand, dass man dort auf Eisenbahntransport eingerichtet war. Auch scheiterten aufgrund der hohen Landfracht Versuche, in Osnabrück die gewaschenen Nuss- und Schmiedekohlen abzusetzen.
Eine 3,1 km lange Schienenverbindung zum Georgs-Marien-Bergwerks- und Hüttenverein wurde am 1. November 1881 in Betrieb genommen. Den Transport übernahm die Georgsmarienhütten-Eisenbahn. Mit der Aufnahme des Eisenbahnbetrieb auf der Bahnstrecke Osnabrück-Brackwede am 14. August 1886 übernahm die Staatsbahn die Grubenbahn.

### 1889 (Stilllegung)
Der fiskalische Bergbau endete im September 1889 mit der Stilllegung des Ottoschachtes. Im Dezember 1888 waren noch 574 Mann beschäftigt, Anfang April 1889 bereits nur noch 332. Gründe für die Stilllegung waren die schlechter werdende Flözbeschaffenheit, hohe Wasserzuflüsse und Absatzprobleme durch die zunehmende Konkurrenz aus dem Ruhrgebiet. Nach der Einstellung der Kohlenförderung in der Zeche Hilterberg 1903 wurde auch die Kohlenwäsche am Bahnhof Ottoschacht eingestellt. Nach dem Ersten Weltkrieg wurde die Kohlengewinnung in zahlreichen Stollen und Schächten zeitweilig wieder aufgenommen.

## Heutiger Zustand
Der Ottoschacht geriet in Vergessenheit, bis 2006 die alte Gaststätte „Blaue Donau“ abgerissen wurde. Darunter kamen Gewölbereste der Bergbauanlage zum Vorschein, genauer gesagt Teile der ehemaligen Kohlenwäsche. Diese sollen genutzt werden, um einen Lernstandort für den Bergbau in der Region Georgsmarienhütte aufzubauen. Bisher wurden eine Steintreppe, die zu den Gewölberesten hinunterführt gebaut und einer der Schächte teilweise von den Verfüllungen befreit. Auch einen nachmodellierten Förderwagen, der vom Heimatverein Kloster Oesede gespendet wurde, kann man an der Anlage besichtigen. Weiterhin sind noch ein Parkplatz und die Restaurierung der anderen beiden Schächte sowie Schautafeln, welche die Geschichte des Bergbaus in der Region Georgsmarienhütte erzählen sollen, geplant.
Auch die Straßen Ottoschacht, Glückaufstraße, Im Kohlsiek, Schürffeld, Steigerstraße und Zum Stollen erinnern an die Bergbaugeschichte.